# Fungiacyathus pseudostephanus
Espèce
Statut CITES
Fungiacyathus pseudostephanus est une espèce de coraux appartenant à la famille des Fungiacyathidae.